# Neu Mahlisch
Neu Mahlisch ist ein Ort im Landkreis Märkisch-Oderland in Brandenburg und gehört seit dem 26. Oktober 2003 zur Gemeinde Lindendorf. Zusammengeschlossen mit weiteren Gemeinden werden die Amtsgeschäfte durch das Amt Seelow-Land getätigt. Die Größe der Ortsteilgemarkung beträgt 962 ha.

## Geschichte
Neu Mahlisch ist eine Gründung des friderizianischen Landausbaus und entstand um 1775 durch die Ansiedlung von 30 Familien. Der Name ist abgeleitet vom nahen Alt Mahlisch, heute ein Ortsteil von Fichtenhöhe.
Vor dem Einmarsch der Roten Armee wurde die Ortsbevölkerung Anfang 1945 vollständig evakuiert. Während der Schlacht um die Seelower Höhen wurden die meisten Gebäude zerstört.
In der Nachkriegszeit wurde die Infrastruktur des Ortes  ausgebaut: 1952 erhielt Neu Mahlisch Straßenbeleuchtung, 1953 ein Trinkwassersystem, seit 1971 besteht eine Busverbindung nach Seelow.

### Einwohnerentwicklung
| Jahr          | 1875 | 1890 | 1910 | 1925 | 1933 | 1946 | 2006 |
| Einwohnerzahl | 232  | 213  | 156  | 154  | 138  | 53   | 56   |